# مايلز رايت
مايلز رايت (بالإنجليزية: Myles Wright)‏ (14 سبتمبر 1996 بإنجلترا في المملكة المتحدة - ) هو لاعب كرة قدم بريطاني في مركز حراسة المرمى. لعب مع نادي تشيسترفيلد ونادي برادفورد بارك أفنيو.

## وصلات خارجية
- مايلز رايت على موقع قاعدة بيانات كرة القدم.إي يو (الإنجليزية)
- مايلز رايت على موقع Soccerbase.com (لاعب) (الإنجليزية)